# Янкин, Василий Фёдорович
Васи́лий Фёдорович Я́нкин (19 декабря 1929, дер. Малый Ломовис, Центрально-Чернозёмная область — 16 февраля 2010, Санкт-Петербург) — российский нейрохирург, доцент кафедры нейрохирургии Военно-медицинской академии имени С. М. Кирова, кандидат медицинских наук, полковник медицинской службы в отставке.
Василий Фёдорович Янкин — один из основоположников современной внутрисосудистой хирургии и принципа нейроортопедической коррекции при заболеваниях и травмах позвоночника и спинного мозга. Наряду со своими коллегами — сотрудниками кафедры нейрохирургии ВМА В. А. Хилько и Н. П. Булгаковым — считается первооткрывателем целого направления в эндовазальной нейрохирургии — эмболизации артериовенозных мальформаций. Василий Фёдорович Янкин выступал в авторском коллективе при написании ряда научных работ, учебников и руководств по нейрохирургии.

## Биография
- Василий Фёдорович Янкин родился 19 декабря 1929 года в селе Малый Ломовис (ныне — Тамбовской области) в крестьянской семье. После учёбы в школе поступил в фельдшерско-акушерскую школу в городе Моршанске Тамбовской области, окончил её в 1947 году.
- 1947—1949 — фельдшер врачебного участка в селе Заим Каушанского района Молдавской ССР.
- 1949—1951 — срочная служба в Советской армии. После окончания курсов подготовки офицеров, находясь в звании лейтенанта медицинской службы, В. Ф. Янкин обеспечивал оказание медицинской помощи в различных частях и готовился к поступлению в Военно-Медицинскую академию имени С. М. Кирова.
- 1954—1960 учёба в Военно-Медицинской академии имени С. М. Кирова, которую В. Ф. Янкин окончил с золотой медалью.
- 1960—1967 — служба на хирургических должностях в медицинских учреждениях вооружённых сил СССР.
- 1967 — после окончания факультета усовершенствования по циклу «нейрохирургия» получил распределение на кафедру нейрохирургии Военно-Медицинской академии имени С. М. Кирова.
- 1975 — защита кандидатской диссертации на тему «Некоторые вопросы искусственного тромбирования артериальных аневризм и каротидно-кавернозных соустий головного мозга».
- 1980 — В. Ф. Янкин назначен Главным нейрохирургом группы советских войск в Германии. За большой вклад в усовершенствование оказания нейрохирургической помощи в ГСВГ награждён орденом «Знак почёта».
- 1985—2010 — преподаватель кафедры нейрохирургии в Военно-Медицинской академии имени С. М. Кирова, возглавлял отделение клиники.
- 1987 — В. Ф. Янкину присвоено учёное звание доцента.
- 2002 — В. Ф. Янкину присвоено звание Заслуженного врача РФ.
- Умер 16 февраля 2010 года, похоронен на Богословском кладбище в Санкт-Петербурге.

## Избранные публикации
- Орлов В. П., Дудаев А. К., Янкин В. Ф. и соавт. Замещение тел позвонков имплантатами. Особенности и исходы консервативного лечения различных видов переломов тел позвонков // Патология позвоночника: Сб. науч. тр. — Л., 1980. — С. 72-81.
- Зубков Ю. Н., Хилько В. А., Янкин В. Ф. Внутрисосудистые вмешательства при артериальных аневризмах // Внутрисосудистая нейрохирургия. — М., 1982. — С. 124—153.
- Янкин В. Ф., Парфенов В. Е. Хирургия застарелых повреждений шейного отдела позвоночника // Первый съезд нейрохирургов Российской Федерации: тезисы докладов. — Екатеринбург, 1995. — С. 182—183.
- Янкин В. Ф. Хирургическая тактика при застарелых травмах шейных позвонков // Актуальные проблемы военной нейрохирургии: Сб. науч. тр. — СПб., 1996. — С. 173—179.
- Янкин В. Ф. Закрытые повреждения позвоночника и спинного мозга //Военная нейрохирургия: Учебник / Под ред. Б. В. Гайдара. — СПб., 1998. — Гл.7. — С. 183—189.
- Янкин В. Ф., Парфенов В. Е. Хирургическая тактика при закрытых повреждениях шейного отдела позвоночника: учеб.пособие. — СПб.: ВМедА, 1999. — 70 с.
- Орлов В. П., Янкин В. Ф., Парфенов В. Е., Дудаев А. К., Щербук Ю. А. и др. Остеохондроз позвоночника // Практическая нейрохирургия: руководство для врачей / под ред. В. В. Гайдара. — СПб.: Гиппократ, 2002. — С. 517—551.
- Парфенов В. Е., Янкин В. Ф., Дудаев А. К. и др. Повреждения позвоночника // Практическая нейрохирургия. — СПб, 2002. — С. 172—245.